# 艾米利亚地区格拉纳罗洛
艾米利亚地区格拉纳罗洛（義大利語：Granarolo dell'Emilia）是意大利艾米利亚-罗马涅大区博洛尼亚省的一个镇，距离大区首府博洛尼亚约10公里。

## 友好城市
- 法國 巴涅尔德比戈尔